# 사랑이 맞을거야
〈사랑이 맞을거야〉는 대한민국의 가수 윤미래의 노래이다. 2015년 12월 14일 로엔 엔터테인먼트를 통해 발매되었다.